# Malmslätt
Malmslätt est une localité de Suède de 5 507 habitants située à environ 4 km à l'ouest de Linköping. On y trouve un musée de l'aviation, la base aérienne de Malmen ou la Flygkompaniets Tygverkstäder Verkstäder på Malmen, l'une des premières entreprises de production d'avions suédois, à être créée ainsi qu'une réserve naturelle, Kärna mosse.